# Noord-Nederlandse Golf & Country Club
De Noord-Nederlandse Golf & Country Club is een Nederlandse golfclub in Glimmen ten zuiden van de stad Groningen. De golfbaan ligt op het landgoed De Poll.
De club is opgericht in 1950 en is de eerste club die na de oorlog is opgericht. In het begin speelden de leden op een terrein naast vliegveld Eelde.

## De baan
In 1952 verkocht de heer Rost Onnes zijn landgoed De Poll aan de golfclub. Deze 60 ha worden aan de oostkant begrensd door twee natuurgebieden: 'Westerland' en 'Besloten Venen', en aan de westkant door de Drentsche Aa en een oude spoorlijn uit 1871.
De baan, aanvankelijk 9 holes, op landgoed De Poll werd ontworpen door Sir Guy Campbell en geopend in 1954; dit nam 42 ha in beslag. In de  jaren 80 werd 13ha bijgekocht en kon de club zich uitbreiden naar 18 holes. Hiervoor maakt Frank Pennink het ontwerp. In 1998 werden nog 3,3 ha bijgekocht. Met Donald Steel werden toen wijzigingen aangebracht om de lay-out van de baan te optimaliseren.
De holes liggen in bossen en op enkele weilanden en een deel van de baan ligt in een parklandschap met veel rhododendrons.

#### Baanrecord
Reinier Saxtons baanrecord van 67 is tijdens de Trompbeker in 2009 verlaagd door de winnaar Willem Vork tot 66.

## Het clubhuis
Op het landgoed stond nog een buitenhuis uit 1816, gebouwd door graaf Dumonceau. Dit wordt door de greenkeepers gebruikt als werk- en opslagplaats.
In 1914 bouwde de toenmalige eigenaar J.H. Geertsema een landhuis, dat sinds 1954 als clubhuis wordt gebruikt. In 1991 is het verbouwd en vergroot.

## Trivia
- Landgoed De Poll valt onder de natuurschoonwet van 1928.
- Het landhuis had in 1915 al telefoonaansluiting (Tel. 893: Geertsema Wzn., Mr. J.H., Huize "de Poll" te de Punt, Haren; zie: Tel. lijst).